# Blüten im Staub
Blüten im Staub (Originaltitel: Blossoms in the Dust) ist ein US-amerikanisches Filmdrama von Mervyn LeRoy aus dem Jahr 1941 mit Greer Garson und Walter Pidgeon. Der Film erzählt die wahre Lebensgeschichte von Edna Gladney (1886–1961), die sich in der ersten Hälfte des 20. Jahrhunderts für die Rechte von Waisenkindern in den Vereinigten Staaten einsetzte. Das Drehbuch basiert auf einer Vorlage von Ralph Wheelwright.

## Handlung
Im Wisconsin des Jahres 1903 bereitet die wohlhabende Familie Kahly eine Feier anlässlich der Verlobungen ihrer beiden Töchter Edna und Charlotte vor. Als Edna nach Hause kommt, erzählt sie ihrer Schwester, dass ein Mann ihr auf freche Art und Weise einen Heiratsantrag gemacht habe. Als ebendieser Mann, der Texaner Sam Gladney, auf der Verlobungsfeier erscheint, ist Edna empört. Wie sich herausstellt, ist Sam ein Angestellter in der Bank ihres Vaters und immer noch entschlossen, sie zum Altar zu führen, obwohl sie bereits mit einem anderen verlobt ist. In seiner Heimat Texas will er demnächst eine Getreidemühle eröffnen. Nach seiner Rückkehr im nächsten Jahr will er Edna heiraten. Sein Selbstbewusstsein und seine Entschlossenheit faszinieren Edna. In den darauffolgenden Monaten schreiben sie sich zahlreiche Briefe und sie kommen sich schließlich näher.
Am Tag, an dem Sam von seinen geschäftlichen Verpflichtungen aus Texas zurückkehrt, geben die Eltern von Charlottes Verlobten, Mr. und Mrs. Keats, den Kahlys zu verstehen, dass ihr Sohn Allan Charlotte keinesfalls heiraten könne. Sie haben herausgefunden, dass Charlotte einst als namenloser Findling von den Kahlys adoptiert worden war. Obwohl Allan ihr schwört, er werde sie dennoch heiraten, ist Charlotte wie paralysiert, wusste sie doch nicht, dass sie ein illegitimes Adoptivkind ist. Während Edna und Sam sich über ihr Wiedersehen freuen, geht Charlotte auf ihr Zimmer und erschießt sich.
Zwei Jahre vergehen und Edna, die inzwischen Sam geheiratet hat und nach Texas gezogen ist, bringt einen gesunden Sohn zur Welt. Nur wenige Jahre später trifft Edna jedoch der nächste Schicksalsschlag. Zu Weihnachten kommt ihr Sohn Sammy bei einem Unfall ums Leben. Edna ist untröstlich über den Verlust, zumal sie von Dr. Max Breslar erfahren hat, dass sie keine weiteren Kinder mehr bekommen kann. In der Folgezeit versucht sie, ihren Kummer als Gastgeberin von Gesellschaften zu verdrängen. Sam und Dr. Breslar überzeugen sie schließlich, dass sie ihre Liebe und Aufmerksamkeit auch anderen Kindern schenken kann. Daraufhin richten Edna und Sam eine Kindertagesstätte für die Kinder von berufstätigen Frauen in ihrem Haus ein. Sie finanzieren das Projekt mit ihrem eigenen Vermögen.
Als jedoch die Preise für Weizen sinken, geht Sams Unternehmen bankrott und er verliert seine Mühle. Die Gladneys sehen sich gezwungen, ihr Anwesen zu verkaufen und in eine bescheidene Bleibe nach Fort Worth umzuziehen. Dort übernimmt Sam einen Job in einer kleinen Mühle und versucht in seiner Freizeit, eine neue Methode zur Verarbeitung von Weizen zu entwickeln. Nachdem Edna sein neues Verfahren bei einem Notar hat patentieren lassen, wird sie Zeugin, wie in einem Gerichtssaal Waisenkinder wie Vieh an kinderlose Paare verteilt werden. Illegitime Kinder werden jedoch aus Vorurteilen gegenüber ihrer Herkunft von den Paaren abgelehnt. Edna ist über diese Ungerechtigkeit erschüttert. Sie entschließt sich, zwei der Kinder mit nach Hause zu nehmen, um für sie zu sorgen und Adoptiveltern für sie zu finden.
Trotz geringer Ersparnisse gründet Edna ein Kinderheim und versucht mit Hilfe von Dr. Breslar, geeignete Eltern für ihre Schützlinge zu finden. Als Mrs. Gilworth, die Frau eines einflussreichen Stadtratsmitglieds, ein Kind adoptieren möchte und sich von Edna und Dr. Breslar nicht standesgemäß behandelt fühlt, sorgt sie dafür, dass das Kinderheim geschlossen wird. Am Tag, als Edna ihr Heim verliert, erleidet Sam bei seiner Arbeit einen Schwächeanfall und stirbt. Ermutigt durch Sams letzte Worte, ihren Kampf für die Waisenkinder fortzusetzen, reist Edna durch ganz Texas, um Geld für ein neues Heim zu sammeln. Dabei ist sie so erfolgreich, dass sie schon bald eine neue Bleibe für die Waisenkinder eröffnen kann.
Im Laufe der Jahre findet Edna für viele ihrer Kinder ein neues Zuhause. Eines Tages erscheint eine junge Frau mit einer Spende von 700 Dollar in ihrem Büro, nachdem diese herausgefunden hat, dass sie als Kind adoptiert worden war. Edna ahnt, dass sich die Frau in einer ähnlichen Situation wie einst Charlotte befindet und sich aus denselben Gründen umbringen will. Edna macht der Verzweifelten wieder Hoffnung und ist entschlossen, das texanische Gesetz zu verändern, um das Wort „illegitim“ aus den Geburtsurkunden zu streichen. Vor dem texanischen Parlament hält sie eine glühende Rede für die Rechte von Kindern, die durch das Wort „illegitim“ für ihr gesamtes Leben gebrandmarkt werden. Es gelingt ihr, die Politiker von ihrem Anliegen zu überzeugen, und das Gesetz wird schließlich geändert. Zu Weihnachten desselben Jahres soll ein kleiner Junge namens Tony an ein kinderloses Ehepaar übergeben werden. Tony, den Edna bereits als Baby zu sich genommen hat, ist ihr besonders ans Herz gewachsen. Sie will ihn nicht hergeben und ist sogar bereit, das Kinderheim aufzugeben, um sich ausschließlich um Tony zu kümmern. Als jedoch ein Polizeibeamter zwei neue Waisenkinder vorbeibringt, sieht sie ein, dass sie gebraucht wird. Sie übergibt Tony schweren Herzens seinen neuen Eltern und widmet sich den Neuankömmlingen.

## Hintergrund

### Vorgeschichte
Im Jahr 1940 wollte Ralph Wheelwright, ein Angestellter von MGM, mit seiner Frau ein Kind adoptieren. Auf der Suche nach einer geeigneten Vermittlung trafen sie im texanischen Fort Worth auf Edna Gladney und ihre Stiftung für Waisenkinder, die „Texas Children’s Home and Aid Society“, die ihnen schließlich ein Kind vermitteln konnte. Inspiriert durch Gladneys selbstlose Arbeit für Waisenkinder, schrieb Wheelwright ein Manuskript über ihr Leben und übergab es MGM-Chef Louis B. Mayer. Dieser gab Wheelwright 10.000 Dollar für die Filmrechte, ließ der „Texas Children’s Home and Aid Society“ einen Scheck von 5000 Dollar zukommen und lud Edna Gladney nach Hollywood ein, damit sie historische Details ihrer Biografie der Filmhandlung beisteuern konnte. Auch wurde ihr ein Mitspracherecht bei der Besetzung gewährt.
Die Drehbuchautorin Anita Loos wurde daraufhin beauftragt, das Manuskript in ein geeignetes Drehbuch umzuschreiben. Anfangs sei es für sie jedoch „eine schwierige Aufgabe“ gewesen: „Mehrmals konzentrierte ich mich auf nur einen Handlungsstrang; arbeitete mich voller Vorfreude voran, bis das Ganze auf dem Höhepunkt auseinanderfiel“, erzählte sie später. Loos entschied sich schließlich, die Geschichte auf Gladneys Überzeugung aufzubauen, dass kein noch so schönes Waisenhaus ein Ersatz für ein richtiges Zuhause sein könne. Loos erfand zudem die Figur des kleinen Tony, der Gladney besonders ans Herz wächst, um das Publikum auf emotionaler Ebene stärker an seine Hauptfigur zu binden. Wie es auch im Vorspann des Films ausdrücklich erwähnt wird, waren außer Edna und Sam Gladney am Ende alle Figuren des Films fiktiv.

### Besetzung
Greer Garson lehnte die Hauptrolle zunächst ab, weil sie bereits in Auf Wiedersehen, Mr. Chips 1939 eine ähnliche Rolle übernommen hatte und lieber ihre Vielseitigkeit als Schauspielerin beweisen wollte. Als Produzent Irving Asher ihr jedoch mitteilte, dass Edna Gladney den persönlichen Wunsch äußerte, dass Garson sie spielte, sagte diese doch noch zu. „Ich fühlte mich so geschmeichelt, ich war sprachlos“, erinnerte sich Garson später.
Für die Rolle des kleinen Jungen Tony konnte MGM lange Zeit keinen geeigneten Kinderstar finden, der die vielen Dialogzeilen überzeugend sprechen konnte. Nach einer Reihe von Tests entschied sich Regisseur Mervyn LeRoy für Pat Barker. Erst später wurde bekannt, dass es sich bei dem vierjährigen Kind nicht um einen Jungen, sondern um ein Mädchen namens Patricia handelte. „Sie sah aus wie ein Junge, nachdem wir ihr das Haar ein bisschen gestutzt hatten“, meinte LeRoy, nachdem die Presse dahintergekommen war.

### Dreharbeiten
Blüten im Staub war MGMs fünfter Film, der komplett in Technicolor gedreht wurde. Gleichzeitig handelte es sich um den ersten von acht gemeinsamen Filmen von Greer Garson und Walter Pidgeon. Während des Drehs fiel es Pidgeon bei einer Tanzszene schwer, die Choreografie einzuhalten, sodass Regisseur LeRoy eine Plattform mit Rollen anfertigen ließ, auf der Pidgeon dann zusammen mit Garson vor der Kamera umhergedreht wurde. Auch erinnerte sich LeRoy später, dass durch die große Anzahl von Kindern am Set die Filmcrew begann, den Film „Bugs in the Mud“ (zu dt.: „Käfer im Dreck“) statt Blossoms in the Dust (Blüten im Staub) zu nennen. Obwohl die Handlung des Films viele Jahre umspannt, wurde darauf verzichtet, Garson im weiteren Verlauf optisch älter erscheinen zu lassen.

## Rezeption

### Veröffentlichung
Blüten im Staub feierte am 26. Juni 1941 seine Uraufführung in New Yorks Radio City Music Hall. Bei Produktionskosten von 1.110.983 Dollar und einem weltweiten Einspielergebnis von 2.658.000 Dollar erwies sich der Film als bemerkenswerter Erfolg für MGM. Bei der Premiere in Fort Worth am 18. Juli 1941 saß auch Edna Gladney im Publikum und lobte den Film: „Alles war ganz wundervoll. Ich bin so glücklich und zufrieden.“ Im Zuge des Erfolgs von Blüten im Staub wiederholten Garson und Pidgeon ihre Rollen am 16. Februar 1942 in einer Hörspielversion des Films für Cecil B. DeMilles Lux Radio Theatre.

### Kritiken
Variety nannte Blüten im Staub seinerzeit „eine sehenswürdige Produktion“, die es jedoch nicht schaffe zu beeindrucken. Es würden „fast schon zu viele Kinder“ auftreten, „denen sehr viel Aufmerksamkeit geschenkt wird“. Das Ergebnis sei „sentimental und zuckersüß“. Bosley Crowther von der New York Times beschrieb Greer Garson als „ein Bild von einer Schönheit, mit ihrem roten Haar, das so herrlich ihr ausdrucksstarkes Gesicht umrahmt“. Zudem vermittle sie im Film überzeugend „Aufrichtigkeit und Einfühlungsvermögen“. Walter Pidgeon spiele ihren Ehemann „im Stil eines wahren Kavaliers“ und Marsha Hunt habe ihre kleine Rolle ebenfalls gut gehandhabt. Die umfangreiche Besetzung an Nebendarstellern sei „durchweg exzellent“. Crowther kam zu dem Schluss, dass der Film „viele Herzen berühren“ werde.
Hal Erickson vom All Movie Guide befand rückblickend, Greer Garson sei in der Rolle der Edna Gladney „die personifizierte Würde und Integrität“. „Der gefühlsbeladene, aber darstellerisch und fotografisch hervorragende Film schildert Edna Gladneys Kampf gegen die gesellschaftlichen Vorurteile“, fasste das Lexikon des internationalen Films zusammen.

### Auszeichnungen
Bei der Oscarverleihung 1942 war Blüten im Staub in den Kategorien Bester Film, Beste Hauptdarstellerin (Greer Garson), Beste Kamera (Karl Freund, W. Howard Greene) und Bestes Szenenbild/Farbe (Cedric Gibbons, Urie McCleary, Edwin B. Willis) für den Oscar nominiert. Gewinnen konnte der Film den Preis für das Szenenbild.

## Deutsche Fassung
Eine deutsche Synchronfassung entstand 1973 in München im Auftrag der ARD.
| Rolle                | Darsteller       | Synchronsprecher    |
| -------------------- | ---------------- | ------------------- |
| Edna Gladney         | Greer Garson     | Marion Degler       |
| Sam Gladney          | Walter Pidgeon   | Erik Schumann       |
| Dr. Max Breslar      | Felix Bressart   | Leo Bardischewski   |
| Mrs. Kahly           | Fay Holden       | Charlotte Witthauer |
| Mr. Kahly            | Samuel S. Hinds  | Ernst Kuhr          |
| Mrs. Keats           | Kathleen Howard  | Ingeborg Lapsien    |
| Allan Keats          | William Henry    | Hannes Gromball     |
| Richter              | Henry O’Neill    | Kunibert Gensichen  |
| Zeke                 | Clinton Rosemond | Fred Klaus          |
| G. Harrington Hedger | Charles Arnt     | Manfred Lichtenfeld |
| Mrs. Gilworth        | Cecil Cunningham | Gretl Fröhlich      |
| Tony                 | Pat Barker       | Florian Halm        |
| Mr. La Verne         | Marc Lawrence    | Fred Maire          |